# Béthisy-Saint-Pierre
Béthisy-Saint-Pierre – miejscowość i gmina we Francji, w regionie Hauts-de-France, w departamencie Oise.
Według danych na rok 1990 gminę zamieszkiwało 3140 osób, a gęstość zaludnienia wynosiła 481 osób/km² (wśród 2293 gmin Pikardii Béthisy-Saint-Pierre plasuje się na 68. miejscu pod względem liczby ludności, natomiast pod względem powierzchni na miejscu 731.).